# Hsieh Yung-min
Hsieh Yung-min (idioma chino: 謝東閔; Pinyin: Xiè Dōngmǐn; 25 de enero de 1908 - 8 de abril de 2001) fue un político chino originario de la isla de Taiwán. Fue el noveno gobernador de la provincia de Taiwán (1972-1978) y sexto vicepresidente de la República de China (1978-1984) bajo la presidencia de Chiang Ching-kuo. Fue el primer vicepresidente de origen taiwanés.
Nació de una familia de granjeros durante la colonización japonesa en Taiwán. Se educó en Taichung en 1922 y se graduó de la Universidad Sun Yat-sen en 1928. Luego fue columnista en Hong Kong y Cantón.
En 1942 fue invitado para ser representante del Kuomintang en Taiwán. Entre 1943 y 1945 luchó en la resistencia contra los japoneses en Cantón. En 1945, luego de 20 años en el continente, regresó a Taiwán como oficial de Kuomintang. Fue el primer magistrado del Condado de Kaohsiung en 1948, posteriormente subdirector de Educación de la Provincia de Taiwán, canciller de la Universidad Normal Nacional de Taiwán, secretario de la provincia de Taiwán y Consejero Jefe del Consejo de la Provincia de Taiwán.
Hsieh se convirtió en el noveno gobernador de la provincia de Taiwán en 1972. El 10 de octubre de 1976 recibió una carta bomba del nacionalista taiwanés Wang Sing-nan. La bomba destruyó ambas manos y para evitar el escorbuto, debieron amputar su mano izquierda e insertándole una mano artificial.
Luego fue nombrado vicepresidente de la República de China el 20 de mayo de 1978, cargo que duró hasta 1984. Posteriormente fue secretario principal de la Oficina Presidencial hasta su muerte en 2001.
El 26 de marzo de 1958 fundó la primera universidad privada, la Universidad Shih Chien en Kaohsiung. Durante su período como gobernador y vicepresidente, contribuyó en los asuntos educativos en la isla de Taiwán.
| Predecesor: Chen Ta-ching | Gobernador de la Provincia de Taiwán 1972 - 1978    | Sucesor: Lin Yang-kang |
| Predecesor: Yen Chia-kan  | Vicepresidente de la República de China 1978 - 1984 | Sucesor: Lee Teng-hui  |

- Datos: Q718107
- Multimedia: Hsieh Tung-min / Q718107